# Thesium auriculatum
Thesium auriculatum là một loài thực vật có hoa trong họ Santalaceae. Loài này được Vandas miêu tả khoa học đầu tiên năm 1890.